# Bemisia
Bemisia is een geslacht van halfvleugeligen (Hemiptera) uit de familie witte vliegen (Aleyrodidae), onderfamilie Aleyrodinae.
De wetenschappelijke naam van dit geslacht is voor het eerst geldig gepubliceerd door Quaintance & Baker in 1914. De typesoort is Aleurodes inconspicua.

## Soorten
Bemisia omvat de volgende soorten:
- Bemisia afer (Priesner & Hosny, 1934)
- Bemisia alni Takahashi, 1957
- Bemisia antennata Gameel, 1968
- Bemisia bambusae Takahashi, 1942
- Bemisia berbericola (Cockerell, 1896)
- Bemisia capitata Regu & David, 1991
- Bemisia caudasculptura Quaintance & Baker, 1937
- Bemisia centroamericana Martin, 2005
- Bemisia combreticula Bink-Moenen, 1983
- Bemisia confusa Danzig, 1964
- Bemisia cordylinidis Dumbleton, 1961
- Bemisia decipiens (Maskell, 1896)
- Bemisia elliptica Takahashi, 1960
- Bemisia formosana Takahashi, 1933
- Bemisia giffardi (Kotinsky, 1907)
- Bemisia gigantea Martin, 1999
- Bemisia grossa Singh, 1931
- Bemisia guierae Bink-Moenen, 1983
- Bemisia hirta Bink-Moenen, 1983
- Bemisia lampangensis Takahashi, 1942
- Bemisia lauracea Martin, Aguiar & Pita, 1996
- Bemisia leakii (Peal, 1903)
- Bemisia medinae (Gomez-Menor, 1954)
- Bemisia mesasiatica Danzig, 1969
- Bemisia moringae (David & Subramaniam, 1976)
- Bemisia multituberculata Sundararaj & David, 1990
- Bemisia ovata (Goux, 1940)
- Bemisia poinsettiae Hempel, 1922
- Bemisia pongamiae Takahashi, 1931
- Bemisia porteri Corbett, 1935
- Bemisia psiadiae Takahashi, 1955
- Bemisia puerariae Takahashi, 1955
- Bemisia religiosa (Peal, 1903)
- Bemisia shinanoensis Kuwana, 1922
- Bemisia spiraeae Young, 1944
- Bemisia spiraeoides Mound & Halsey, 1978
- Bemisia subdecipiens Martin, 1999
- Bemisia sugonjaevi Danzig, 1969
- Bemisia tabaci (Gennadius, 1889)
- Bemisia tuberculata Bondar, 1923